# Parc de Can Boixeres
Parc de Can Boixeres är en park i Spanien.   Den ligger i provinsen Província de Barcelona och regionen Katalonien, i den östra delen av landet, 500 km öster om huvudstaden Madrid. Parc de Can Boixeres ligger 37 meter över havet.
Terrängen runt Parc de Can Boixeres är platt åt sydost, men åt nordväst är den kuperad. Runt Parc de Can Boixeres är det mycket tätbefolkat, med 10 000 invånare per kvadratkilometer. Närmaste större samhälle är Barcelona, 5,9 km öster om Parc de Can Boixeres. Runt Parc de Can Boixeres är det i huvudsak tätbebyggt.